# Altenstadt (Alta Baviera)
Altenstadt é um município da Alemanha, situado no distrito de Weilheim-Schongau, no estado da Baviera. Tem 18,66 km² de área, e sua população em 2019 foi estimada em 3.305 habitantes.